# Djupsjön, Norrbotten
Djupsjön är en sjö i Bodens kommun i Norrbotten och ingår i Råneälvens huvudavrinningsområde. Sjön har en area på 1,36 kvadratkilometer och ligger 157 meter över havet. Sjön avvattnas av vattendraget Abramsån (Djupsjöån).

## Delavrinningsområde
Djupsjön ingår i det delavrinningsområde (735764-174453) som SMHI kallar för Utloppet av Djupsjön. Medelhöjden är 219 meter över havet och ytan är 29,34 kvadratkilometer. Det finns inga avrinningsområden uppströms utan avrinningsområdet är högsta punkten. Abramsån (Djupsjöån) som avvattnar avrinningsområdet har biflödesordning 2, vilket innebär att vattnet flödar genom totalt 2 vattendrag innan det når havet efter 76 kilometer. Avrinningsområdet består mestadels av skog (80 procent). Avrinningsområdet har 1,58 kvadratkilometer vattenytor vilket ger det en sjöprocent på 5,4 procent.